# Білл Мейз (тенісист)
Білл Мейз (англ. Bill Maze; нар. 9 лютого 1956) — колишній американський тенісист.
Найвищу одиночну позицію світового рейтингу — 153 місце досяг 26 грудня, 1979, парну — 68 місце — 3 січня, 1979 року.
Здобув 2 парні титули.
Найвищим досягненням на турнірах Великого шолома був чвертьфінал в парному розряді.

## Фінали за кар'єру

### Парний розряд (2 перемоги)
| Результат | В-П | Дата     | Турнір                                          | Покриття  | Партнер       | Суперники                   | Рахунок       |
| --------- | --- | -------- | ----------------------------------------------- | --------- | ------------- | --------------------------- | ------------- |
| Перемога  | 1–0 | Вер 1978 | Гартфорд (Коннектикут), Сполучені Штати Америки | Килим (i) | Джон Макінрой | Марк Едмондсон Вен Вінітскі | 6–3, 3–6, 7–5 |
| Перемога  | 2–0 | Сер 1980 | Саут-Орандж, Сполучені Штати Америки            | Ґрунт     | Джон Макінрой | Фріц Бунінг Вен Вінітскі    | 7–6, 6–4      |